# Stephen Hilbert
Pour les articles homonymes, voir Hilbert (homonymie).
Stephen Hilbert est un mathématicien américain surtout connu comme coauteur du lemme de Bramble–Hilbert, qu'il a publié avec James H. Bramble en 1970. La spécialité de Hilbert est l'analyse numérique,. Il a été professeur de mathématiques au Ithaca College depuis 1968,. De plus, il a enseigné les mathématiques à l'Université Cornell comme professeur invité durant l'année scolaire 2003–2004.

## Publications
- Barron's GMAT. Jaffe, Eugene D., and Stephen Hilbert, 2009, Barron's Educational Series,  (ISBN 978-0-7641-3993-2), 497 pages
- Calculus: An Active Approach with Projects. Hilbert, Stephen, et al., 1993–1994, John Wiley & Sons; Réédité en 2010 par la Mathematical Association of America,  (ISBN 978-0-88385-763-2), 307 pages
- « Estimation of Linear Functionals on Sobolev Spaces with Application to Fourier Transforms and Spline Interpolation », Bramble, James H., and Stephen R. Hilbert. SIAM Journal on Numerical Analysis (Vol. 7, No. 1 (Mar., 1970)): 112–124.
- « A Mollifier Useful for Approximations in Sobolev Spaces and Some Applications to Approximating Solutions of Differential Equations », Hilbert, Stephen. Mathematics of Computation, American Mathematical Society, (Vol. 27, No. 121 (Jan., 1973)): 81–89.

## Sources
- (en) Cet article est partiellement ou en totalité issu de l’article de Wikipédia en anglais intitulé « Stephen Hilbert » (voir la liste des auteurs).